# Kaniów, Lubusz
Kaniów (germană Kanig, în Limba sorabă: Kanjow) este un sat în Polonia, situat în Voievodatul Lubusz, în județul Krosno, în orașul Gubin.  În anii 1975-1998 localitatea a aparținut administrativ de regiunea Zielona Gora. Până în anul 1945, satul era parte a Germaniei.
Satul Kaniów este menționat pentru prima oară în anul 1527 sub numele german de Kameniká. Raportate sunt și numele ( în limba germană Kanicker, Kameinke, Muhle), care pot fi identice cu ( germană Pohloer, Wassermühle). Până în anul 1816 ani satul a fost vasal Kaniów. Începând cu anul 2007, satul a introdus rețeaua de apă cu o lungime de 4148 m.